# Nord-Ostsee Sparkasse
Nord-Ostsee Sparkasse (≈ Nordsø Østersø Sparekasse) er et regionalt pengeinstitut i Sydslesvig med 115 flialer og hovedsæder i Flensborg, Slesvig by og Husum. Banken blev etableret i sin nuværende form i 2008 som en fusion af sparekasserne i Flensborg by (Flensburger Sparkasse) og i Nordfrisland kreds og Slesvig-Flensborg kreds. Banken beskæftiger 1.400 medarbejdere og er for tiden (2008) Slesvig-Holstens største sparekasse. 
Som universalbank tilbyder sparekassen et komplet udbud af finansielle ydelser for såvel erhvervskunder som private kunder. 